# Stammzellnische
Als Stammzellnische wird in der Biologie eine Umgebung innerhalb eines mehrzelligen Organismus bezeichnet, die Stammzellen erhält. Die anatomische Struktur, zelluläre und nicht-zelluläre Komponenten sind wichtige Bestandteile der Stammzellnische.
Eine besondere Rolle bei der Ausbildung der Nische können benachbarte, unterstützende Zellen spielen, die den Stammzellen bestimmte Oberflächenmoleküle präsentieren (z. B. Cadherine, Catenine und Integrine) oder die Signalmoleküle in die Umgebung abgeben. Signale aus der Nische regulieren die Selbsterneuerung, das Überleben und damit die Erhaltung der Stammzellen. Die Adhäsion zwischen Stammzellen und unterstützenden Stroma-Zellen oder der extrazellulären Matrix verankert die Stammzellen in der Stammzellnische und somit in der Nähe der stammzell-erhaltenden Signale. Die speziellen räumlichen Beziehungen der Stammzellen mit den unterstützenden Zellen kann zu einer Polarisierung der Stammzelle und somit zu einer asymmetrischen Zellteilung führen. Dabei entsteht neben einer bleibenden Stammzelle eine Vorläuferzelle, die sich häufiger teilt und deren Tochterzellen sich weiter differenzieren. 
Die Vermehrung und/oder Differenzierung der Stammzellen kann auch durch systemische Faktoren reguliert werden.
Nischen für unterschiedliche Arten von Stammzellen unterscheiden sich stark voneinander. Eine Deregulation der Stammzellnische kann eine Ursache für Gewebe-Degeneration, Altern und Tumorentstehung sein.
Die Existenz einer Stammzellnische wurde erstmals 1978 von Raymond Schofield vorgeschlagen.
Mittlerweile wurde sie in Wirbeltieren und tierischen Modellorganismen wie der Fruchtfliege Drosophila melanogaster und dem Fadenwurm Caenorhabditis elegans nachgewiesen.

## Beispiele

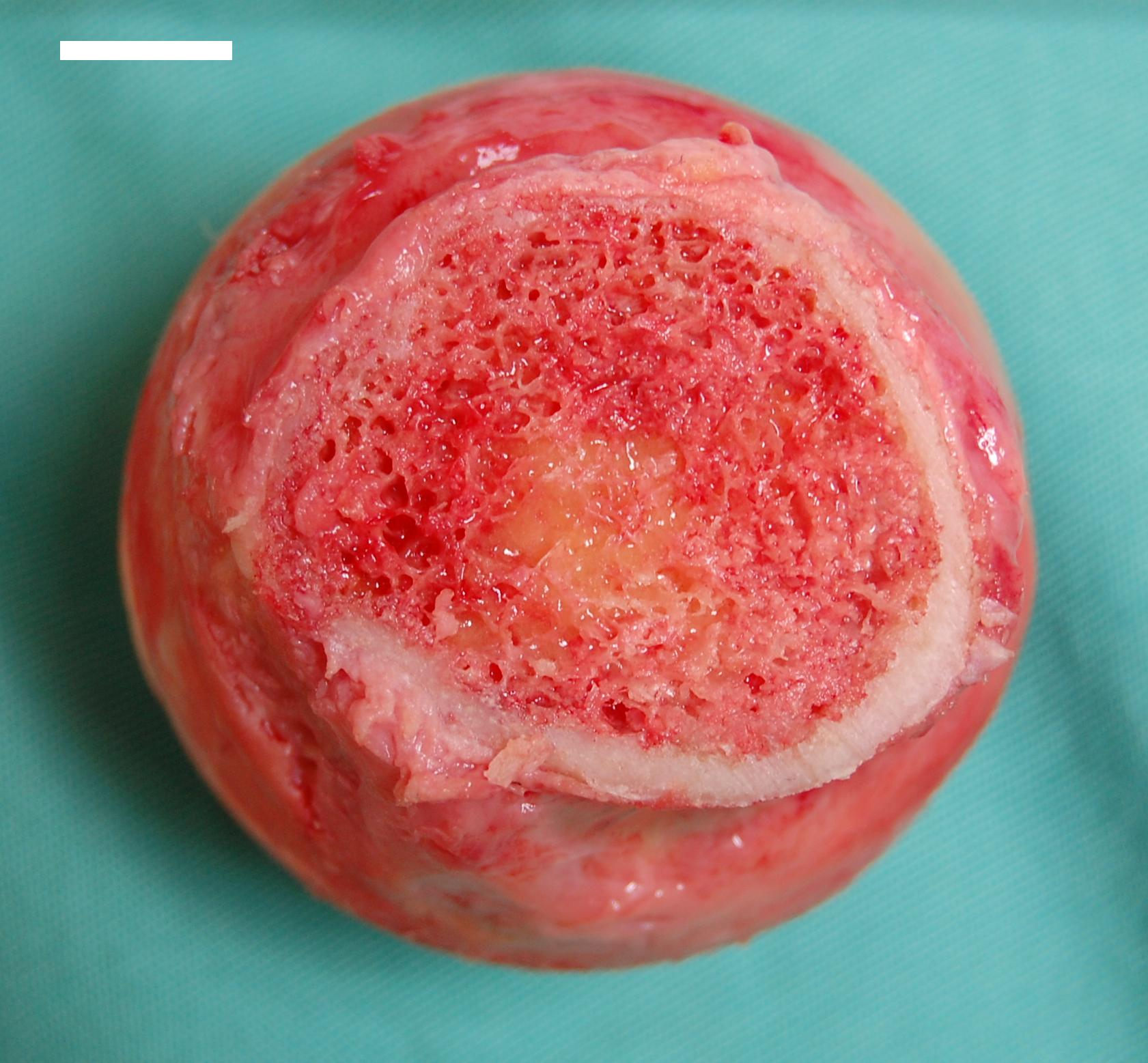
Anschnitt eines Oberschenkelknochen-Kopfes mit Substantia spongiosa (auch Substantia trabecularis). Zwischen den kleinen Knochenbälkchen (Trabekel) ist das rote Knochenmark, in dem sich auch die Nische der Blutstammzellen findet. Der weiße Balken entspricht 1 cm.

Die Nische für Blutstammzellen, aus denen durch Blutzellbildung die Blutkörperchen hervorgehen, befindet sich bei erwachsenen Säugetieren im Mark mancher Knochen, genauer in der Substantia spongiosa des Knochens („schwammartiger“ Knochen). Die Stammzellen sind hier eng vergesellschaftet mit Osteoblasten und Endothel-Zellen von Blutgefäßen. 
Neuronale Stammzellen kommen in zwei verschiedenen Regionen des Gehirns vor: in der subventrikulären Zone des Hippocampus und im Riechkolben. In beiden Nischen befinden sich die Stammzellen in enger Nachbarschaft zu Endothel-Zellen. 
Epitheliale Stammzellen sitzen in einer spezialisierten Region der äußeren Haarwurzelscheide des Haarfollikels.